# Law Review
Die Idee der Law Reviews stammt aus dem anglo-amerikanischen Raum und bezeichnet juristische Fachzeitschriften, die für gewöhnlich von Studenten einer Rechtsfakultät herausgegeben werden. Sich an diesem Vorbild orientierend gibt es auch in Deutschland erste studentische Law Reviews, wobei auch die Bezeichnung Law Journal verwendet wird.

## Amerikanische Law Reviews
Alle großen Universitäten der Vereinigten Staaten haben eigene Law Reviews. Die älteste wurde an der University of Pennsylvania gegründet und wird seit 1852 publiziert. Weiterhin gehören zu den ältesten und bekanntesten die Harvard Law Review, gegründet 1887, das Yale Law Journal, gegründet 1891, die Columbia Law Review, hervorgegangen aus dem Columbia Jurist, der 1885 gegründet wurde, und die Michigan Law Review, gegründet 1902.
In den USA genießen die Mitarbeiter von Law Reviews hohes Ansehen, da sie auf Grund fachlicher Kriterien wie Schreiberfahrung und juristischem Fachwissen ausgewählt werden. Damit bietet sich den Studierenden bereits vor der Berufstätigkeit ein Forum für Publikationen auf fachlich hohem Niveau.

## Deutsche Law Reviews
Die Kultur der Law Reviews begann sich erst 2004 in Deutschland zu etablieren. Meist als Idee aus dem Auslandsstudium in den USA mitgebracht, wurden bislang etwa ein Dutzend Law Reviews von Studenten an deutschen Universitäten gegründet.
Dabei variiert die Publikationsform. Einige sind nur als Online-Journal im PDF-Download erhältlich, andere werden auch als Printversion veröffentlicht.

### Ad legendum
Ad Legendum, die Ausbildungszeitschrift aus Münsters Juridicum, wurde im Sommer 2004 als eine der ersten studentischen Law Reviews in Deutschland gegründet. Die Zeitschrift wird von Studierenden der Rechtsfakultät Münster konzipiert sowie herausgegeben und erscheint vier Mal jährlich, jeweils zu Semesteranfang und -ende.
Jede Ausgabe gliedert sich in die Rubriken Schwerpunktthema, Fallbearbeitung, Grundlagen, Aufsätze; sowie Studienpraxis und widmet sich einem wissenschaftlichen Themenschwerpunkt. Inhaltlich decken die Beiträge alle Rechtsgebiete ab und durch Aufsätze, Lehrbeiträge und einen umfangreichen Methodik-Teil sollen umfassende juristische Informationen geboten werden.

### Bayreuther Zeitschrift für Rechtswissenschaft
Die Bayreuther Zeitschrift für Rechtswissenschaft ist eine Open-Access-Zeitschrift an der Universität Bayreuth, die studentische wissenschaftliche Arbeiten veröffentlicht. Nach einem interdisziplinären Anspruch werden neben juristischen Seminararbeiten und anderen Beiträgen auch interdisziplinäre Beiträge abgebildet, die einen starken juristischen Bezug aufweisen. Die Redaktion der Zeitschrift wird durch Studierende geleitet und der Wissenschaftliche Beirat sowie ein Kuratorium sollen die Qualität der Beiträge sichern.

### Berliner Rechtszeitschrift
Die Berliner Rechtszeitschrift (BRZ) ist eine studentisch geführte juristische Fachzeitschrift am Fachbereich Rechtswissenschaft der Freien Universität Berlin. Sie erscheint halbjährlich und veröffentlicht insbesondere Beiträge von Studierenden wie z. B. Studienabschluss- und Seminararbeiten.

### Bonner Rechtsjournal

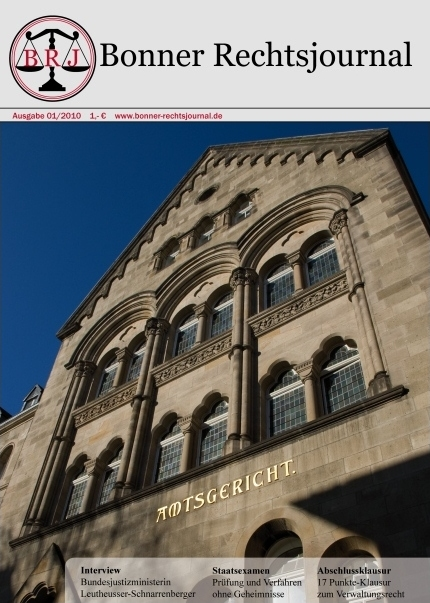
Titel einer Ausgabe des Bonner Rechtsjournals

An der Universität Bonn wird von Studenten seit 2007 das zweimal jährlich erscheinende Bonner Rechtsjournal herausgegeben.

### Bucerius Law Journal
Das Bucerius Law Journal wird seit 2007 als Online-Journal herausgegeben und veröffentlicht Beiträge von Studierenden, Professoren, wissenschaftlichen Mitarbeitern, Doktoranden und Praktikern.

### FördeRecht
Im Jahr 2012 gab der Fachschaftsrat Jura der Christian-Albrechts-Universität Kiel das Lawjournal FördeRecht mit Beiträgen von Professoren, wissenschaftlichen Mitarbeitern, Studenten und Praktikern heraus. Die Zeitschrift wurde nach der ersten Ausgabe eingestellt.

### Freilaw – Freiburg Law Students Journal
Freilaw (Freiburg Law Students Journal) ist eine ausschließlich von Studierenden herausgegebene rechtswissenschaftliche Fachzeitschrift aus Freiburg, die seit 2006 drei- bis viermal jährlich erscheint.
Freilaw wurde im Jahre 2005 von Jurastudierenden der Albert-Ludwigs-Universität Freiburg nach dem Vorbild amerikanischer Law Reviews/Journals gegründet und zählt zusammen mit der Heidelberger StudZR zu den ältesten von Studierenden herausgegebenen Zeitschriften für Rechtswissenschaft im deutschsprachigen Raum.

### Goettingen Journal of International Law
Das Goettingen Journal of International Law wurde 2007 von Studenten der Göttinger Universität gegründet. Es werden ausschließlich Online-Artikel in englischer Sprache zum internationalen Recht veröffentlicht. Das Advisory Board ist mit Kai Ambos (Internationales Strafrecht), Thomas Buergenthal (Internationaler Gerichtshof), Christian Calliess (Europarecht), Georg Nolte, Andreas L. Paulus (Allgemeines Völkerrecht), Dietrich Rauschning, Walter Reese-Schäfer (Politikwissenschaft) und Peter-Tobias Stoll (Internationales Wirtschaftsrecht) besetzt.

### Göttinger Rechtszeitschrift
Die Göttinger Rechtszeitschrift wurde 2016 als Ausbildungszeitschrift von Studierenden der juristischen Fakultät der Universität Göttingen gegründet und erscheint halbjährlich. Getragen wird sie von einem Verein, der Studierenden die Möglichkeit zur Publikation eröffnen möchte. Die Qualität der Beiträge soll durch einen wissenschaftlichen Beirat gesichert werden.

### GreifRecht
Die Greifswalder Halbjahresschrift für Rechtswissenschaft (GreifRecht) veröffentlicht rechtswissenschaftliche Aufsätze sowie Hinweise auf wichtige und interessante Artikel aus anderen Fachzeitschriften und Urteile. Daneben enthält jedes Heft der GreifRecht eine Klausur oder Hausarbeit, die mit mindestens 15 Punkten bewertet wurde und ausführliche Korrekturanmerkungen enthält. Die Zeitschrift erscheint jeweils zum Beginn eines Semesters mit einer Auflage von 700 Stück.
Träger ist ein gemeinnütziger Verein. Die GreifRecht wird über den Fachschaftsrat Jura an der Universität Greifswald vertrieben.

### Hamburger Rechtsnotizen
Hamburger Rechtsnotizen ist eine studentische Zeitschrift am Fachbereich Rechtswissenschaften der Universität Hamburg. Ein Verein wurde im Jahr 2010 gegründet, seit April 2011 erscheint die Zeitschrift (Erstauflage: 900 Exemplare) zweimal jährlich.

### Hanover Law Review
Die Hanover Law Review ist eine studentische Fachzeitschrift an der Juristischen Fakultät der Gottfried Wilhelm Leibniz Universität Hannover. Die Zeitschrift wurde 2017 gegründet und erscheint auch als Printausgabe im vierteljährlichen Turnus.

### Hanse Law Review
Die Hanse Law Review wurde 2004 von Studenten der Hanse Law School gegründet und widmet sich, entsprechend der Schwerpunktsetzung der Hochschule, vor allem dem internationalen Recht, der Rechtsvergleichung sowie dem europäischen Recht. Die erste Ausgabe erschien im April 2005. Das Law Journal hat sich zum Ziel gesetzt in den beiden jährlichen Ausgaben Rechtsbeiträge aus aller Welt zu veröffentlichen. Autoren der deutschen als auch englischen Beiträge sind Doktoranden, Studenten, junge Praktiker und Wissenschaftler.
Die Hanse Law Review hat die Rechtsform eines eingetragenen Vereins (Hanse Law Review e. V.) und wird deutschlandweit unter der ISSN 1863-5717 vertrieben.

### Heine Law Review
Die Heine Law Review ist eine halbjährlich erscheinende studentische Rechtszeitschrift in englischer Sprache, herausgegeben von Studierenden der Juristischen Fakultät der Heinrich-Heine-Universität Düsseldorf. Die Zeitschrift soll der Fakultät und ihren Angehörigen und dem deutschen Recht einer internationalen Leserschaft dargestellt werden. Die erste Ausgabe erschien im Januar 2024. Träger der Zeitschrift ist ein Verein.

### Humboldt Forum Recht
Humboldt Forum Recht ist eine wissenschaftliche Rechtszeitschrift, die 1995 gegründet wurde und seit 1996 erscheint. Es handelt sich um eine Open-Access-Internetzeitschrift, die an der Juristischen Fakultät der Humboldt-Universität zu Berlin erscheint. Herausgeber sind Studierende, Referendare und wissenschaftliche Mitarbeiter.

### Jura Studium & Examen
Jura Studium & Examen (JSE) ist eine Zeitschrift für Jurastudenten und Rechtsreferendare, die 2011 in Tübingen gegründet wurde und seither viermal jährlich online erscheint. Neben Übungsklausuren und aktuellen Entscheidungen aus der Rechtsprechung enthält sie Beiträge zu Themen mit rechtspolitischem und rechtsethischem Hintergrund.

### Der Jurist
Der Jurist ist eine studentische Fachzeitschrift am Fachbereich Rechtswissenschaften der Universität Passau.
Die Zeitschrift wurde 2010 gegründet und erscheint als Printausgabe einmal im Jahr.

### Iurratio – Die Zeitschrift für stud. iur. und junge Juristen
Die Ausbildungs- und Karrierezeitschrift Iurratio wurde 2004 von Studenten der Universität Bielefeld gegründet und erscheint als Quartalspublikation im Vollfarbdruck. Die Zeitschrift erscheint seit 2008 bundesweit regelmäßig an über 20 juristischen Fakultäten, von denen sich auch viele der insgesamt etwa 80 ehrenamtlichen Mitarbeiter rekrutieren. Mittlerweile werden auch sämtliche Landgerichte und Oberlandesgerichte mit Referendarsausbildung sowie diverse Bibliotheken und Buchläden beliefert.
Besonderheiten der Publikation sind neben den Rubriken Ausbildung, Fallbearbeitung, Praxis & Karriere, Stellenmarkt und Fallbearbeitung ein aktuelles Titelthema sowie Aufsätze zu den mittlerweile an vielen Universitäten eingeführten Schwerpunktbereichen. Darüber hinaus enthält jede Zeitschrift seit 2011 auf der letzten Seite eine Rechtsprechungsübersicht und acht Karteikarten mit Rechtsprechungsfällen zur Examensvorbereitung.
Mit einer gedruckten Auflage von 12.000 Exemplaren ist Iurratio – Die Zeitschrift für stud. iur. und junge Juristen eine der reichweitenstärksten, juristische Ausbildungs- und Karrierezeitschriften. Sie erscheint unter der ISSN 1867-660X.

### Kölner Schrift zum Wirtschaftsrecht

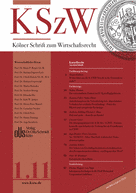
Titel einer Ausgabe der Kölner Schrift zum Wirtschaftsrecht

Die Kölner Schrift zum Wirtschaftsrecht (KSzW) ist eine von Nachwuchsjuristen geführte Fachzeitschrift auf dem Gebiet des Wirtschaftsrechts, die zu aktuellen Schwerpunkten quartalsweise jeweils im Januar, April, August und Oktober erscheint.

### Leipziger Juristisches Jahrbuch
Das Leipziger Juristische Jahrbuch (LJJ) erschien zwischen 2003 und 2012 an der Juristenfakultät Leipzig. Das LJJ ist keine Law Review im engeren Sinne, aber ebenso wie die im Zeitschriftenformat erscheinenden Law Reviews der Idee verpflichtet, überdurchschnittlichen, wissenschaftlich interessierten Studierenden eine Möglichkeit zur Publikation zu eröffnen. Es beinhaltet neben studentischen Aufsätzen auch Gastbeiträge anerkannter Wissenschaftler, Buchvorstellungen und Tagungsberichte. Das Jahrbuch erschien in einer Print- und einer Onlineausgabe.
Das Jahrbuch erschien jährlich in einem oder mehreren (Teil-)Bänden. Es wird unter der ISSN 1865-1003 (ältere Jahrgänge: 1861–2857) vertrieben.

### Leipzig Law Journal
Das Leipzig Law Journal (LLJ) ist eine im Jahr 2020 an der Universität Leipzig von Studierenden gegründete juristische Fachzeitschrift. Die Zeitschrift erscheint zweimal jährlich und ist kostenlos abrufbar; die erste Ausgabe erschien im Juli 2021.

### Marburg Law Review
Die Marburg Law Review ist eine im Jahr 2008 an der Philipps-Universität Marburg von Studierenden und Ehemaligen gegründete juristische Fachzeitschrift, die sich vornehmlich an Studierende der Rechtswissenschaften richtet. Die Zeitschrift erscheint zweimal jährlich mit einer Auflage von 750 Exemplaren.

### Rescriptum
Rescriptum ist eine studentische Fachzeitschrift am Fachbereich Rechtswissenschaften der LMU München. Die erste Ausgabe erschien im Oktober 2012, die weiteren Ausgaben sollen halbjährlich zum Semesterbeginn erscheinen. Resciptum versteht sich ausdrücklich nicht als Ausbildungszeitschrift, sondern als wissenschaftlich orientiert.

### Studere
Studere erscheint seit dem Jahr 2008 zweimal jährlich als studentische Rechtszeitschrift am Fachbereich Rechtswissenschaften der Universität Potsdam.

### StudZR
Die Studentische Zeitschrift für Rechtswissenschaft Heidelberg (StudZR), gegründet 2004, ist die erste von Studierenden geleitete und nach dem Vorbild der amerikanischen Law Journals gegründete Zeitschrift für Rechtswissenschaft in Deutschland. StudZR wird von Studierenden der Universität Heidelberg in Kooperation mit einem wissenschaftlichen Beirat, bestehend Mitgliedern des Lehrkörpers, geführt und organisiert.